# ماورو
ماورو (3 أكتوبر 1973 بلشبونة في البرتغال - ) هو لاعب كرة قدم أنغولي في مركز الهجوم. شارك مع منتخب أنغولا لكرة القدم.

## وصلات خارجية
- ماورو على موقع قاعدة بيانات كرة القدم.إي يو (الإنجليزية)
- ماورو على موقع ناشيونال فوتبول تيمز (الإنجليزية)
- ماورو على موقع Soccerway.com (الإنجليزية)